# Jakub Rarkowski

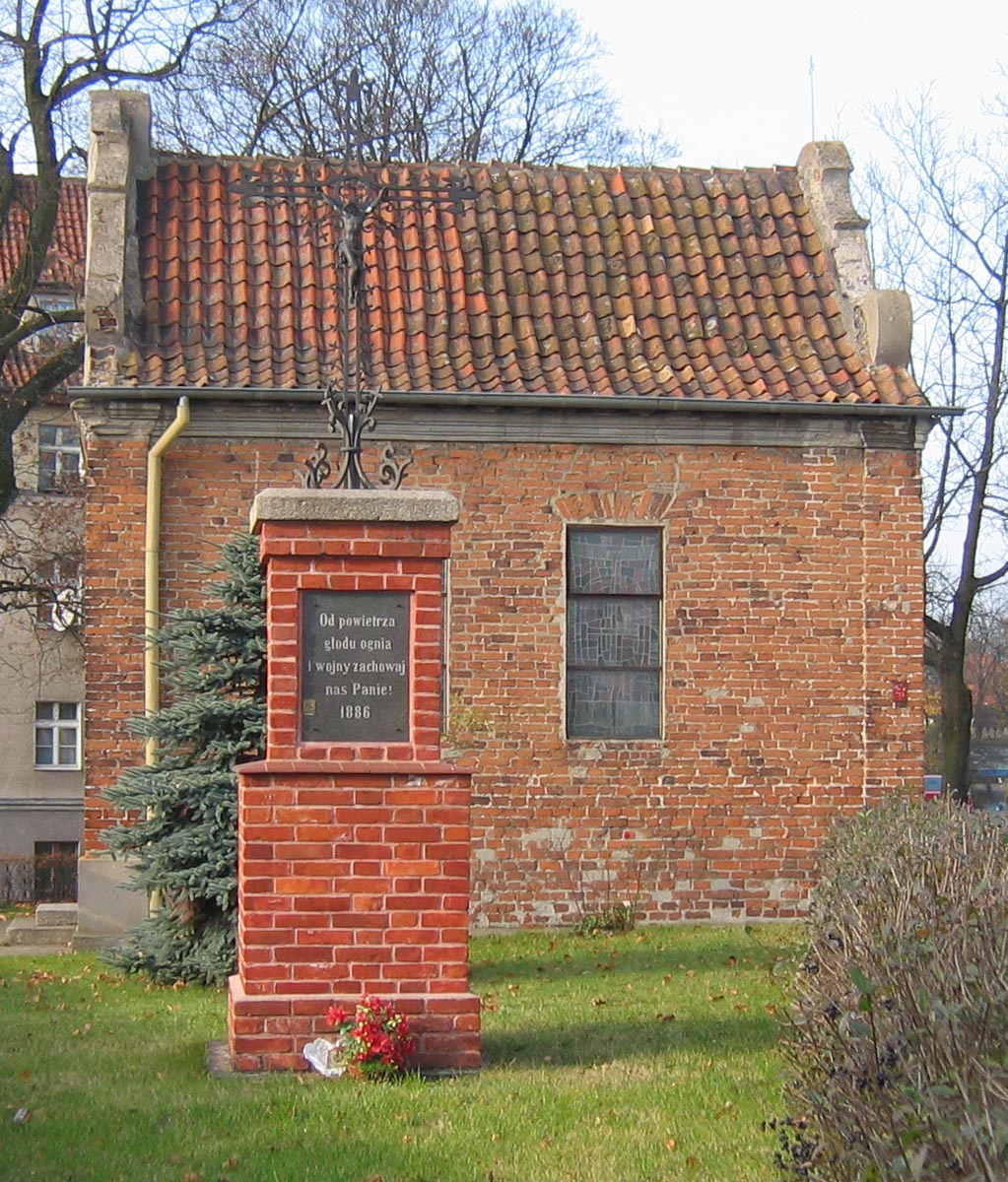
Krzyż dziękczynny na tle Kaplicy Jerozolimskiej.

Jakub Rarkowski (ur. 28 czerwca 1809 w Olsztynie, zm. 5 grudnia 1872 w Olsztynie) – burmistrz Olsztyna w latach 1836–1865.

## Życiorys
Przed objęciem stanowiska burmistrza mieszkał w rodzinnym majątku w Kortowie. Przed objęciem funkcji burmistrza był sekretarzem miejscowej landratury oraz skarbnikiem magistratu. Lata jego kadencji przypadły na kryzys handlowy i głodowy w mieście. Zamknięto wówczas m.in. hutę szkła, która działa od kilkuset lat. Doszło również do klęsk żywiołowych, m.in. zniszczeń upraw zboża i ziemniaków. Mimo to w czasie rządów Rarkowskiego liczba ludności Olsztyna zwiększyła się niemal dwukrotnie. Zainicjował budowę urządzeń komunalnych, przeprowadził oczyszczanie i brukowanie ulic, a także remont ratusza. Zlecił zasypanie fosy miejskiej, wybudowanie studni głębinowych i zamontowanie olejowego oświetlenia ulic.
W 1843 był współzałożycielem, a także przewodniczącym Towarzystwa Upiększania Miasta. W 1862 rozpoczął pracę nad budową na terenie lasu miejskiego ośrodka wypoczynkowego Jakubowo. Organizował coroczne „Święto Jakubowe” (25 lipca), a w 1853 przewodniczył obchodom 500-lecia nadania Olsztynowi praw miejskich.
W 1863 udzielił w mieście schronienia powstańcom polskim.
W 1866 ufundował przydrożny drewniany krzyż dziękczynny za zakończenie epidemii cholery z polskojęzycznym napisem: „od powietrza, głodu, ognia i wojny”.
Synem Jakuba był Justus Rarkowski, ziemianin i poseł do Reichstagu, a wnukiem (synem Justusa) – Franz Justus Rarkowski, katolicki biskup polowy sił zbrojnych III Rzeszy.